# Кукунут
Кукунут — деревня в Эхирит-Булагатском районе Иркутской области России. Входит в состав Харазаргайского муниципального образования.

## География
Деревня находится на расстоянии примерно 21 км к северу от пгт Усть-Ордынский, административного центра района.

## Население
| 2002 | 2010 | 2011 | 2012 |
| ---- | ---- | ---- | ---- |
| 502  | ↘468 | ↘466 | ↘459 |

### Половой состав
По данным Всероссийской переписи, в 2010 году в деревне проживало 468 человек (228 мужчин и 240 женщин).

## Известные уроженцы
- Барнаков, Николай Васильевич (1915—2009) — советский и российский растениевод.